# Dinitropyrene
Die Dinitropyrene bilden eine Stoffgruppe, die sich vom Pyren ableitet. Die Struktur besteht aus einem Pyren mit zwei angefügten Nitrogruppen (–NO2). Durch deren unterschiedliche Anordnung ergeben sich mehrere Konstitutionsisomere.
| Gefahrensymbol |

| Gefahrensymbol |

| keine Einstufung verfügbar |

| Gefahrensymbol |

## Vorkommen
Dinitropyrene wurden in verschiedenen Konzentrationen in Partikeln der Abgase von Dieselmotoren gefunden. Es wurde auch in geringen Mengen in Partikelemissionen von Kerosinheizungen und Gasbrennern gefunden. Vor 1980 wurden in einigen Tonerproben, die bekanntermaßen in Fotokopiergeräten verwendet wurden, erhebliche Mengen an 1,6-Dinitropyren nachgewiesen.

## Gewinnung und Darstellung
1,2- und 1,7-Dinitropyren können durch Reaktion von 2-Nitropyren mit konzentrierter Salpetersäure gewonnen werden. 1,2-Dinitropyren kann ausgehend von Pyren hergestellt werden. Dieses wird zunächst zum Tetrahydropyren reduziert, an dem durch Reaktion mit Salpetersäure und Acetanhydrid eine Nitrogruppe selektiv eingeführt werden kann. Katalytische Hydrierung mit Palladium ergibt 2-Aminotetrahydropyren. Dieses wird mit Acetanhydrid acetyliert und mit Acetylnitrat nitriert. Hydrolyse mit Salzsäure, Oxidation mit meta-Chlorperbenzoesäure und anschließend mit DDQ führen zum 1,2-Dinitropyren.
1,3-, 2,4-, 1,2-, 1,6-, 1,8- und 1,7-Dinitropyrenen bilden sich auch aus 1-Nitropyren in Gegenwart von Luft und Natriumchlorid unter Xenonlampen-Bestrahlung.
Reine Dinitropyren-Isomere (1,3-, 1,6- und 1,8-Dinitropyren) ohne Verunreinigung durch andere Isomere können aus den entsprechenden Diaminopyrenen nach zwei Methoden synthetisiert werden. Diaminopyrene werden gewonnen, indem Pyren mit Salpetersäure in Essigsäure nitriert wird, wobei man ein Gemisch von 1,3-, 1,6- und 1,8-Dinitropyrenen erhält, das mit Natriumhydrogensulfid in wässrigem Ethanol reduziert wird, um ein Gemisch von 1,3-, 1,6- und 1,8-Diaminopyrenen zu erhalten. Das gereinigte Diaminopyren-Isomer kann entweder mit einer Mischung aus Acetonitril, Wasserstoffperoxid und Natriumwolframat oxidiert oder mit Natriumnitrit diazotiert und dann mit überschüssigem Natriumnitrit und Kupfersulfat in Wasser behandelt werden, um die reinen Isome des entsprechenden Dinitropyrens zu erhalten.

## Eigenschaften
1,6- und 1,8-Dinitropyren sind krebserregend. Nitrosubstituierte polycyclische aromatische Kohlenwasserstoffe (Nitro-PAH) allgemein können auf vielfältige Weise zelluläre Toxizität auslösen und neben DNA-Schäden werden auch lysosomale und mitochondriale Schäden als wichtige auslösende Wirkungen vermutet. 1,8-Dinitropyren ist als Photosensibilisator bekannt. Nitro-PAHs können sowohl durch zytosolische Nitro-Reduktasen (NR) als auch durch mikrosomale Cytochrom P450 (CYP)-Enzyme in entsprechende Arylhydroxyamine umgewandelt werden.

## Verwendung
1,6- und 1,8-Dinitropyren werden nur als Forschungschemikalien eingesetzt und haben keine industrielle Bedeutung.

## Externe Links zu erwähnten Verbindungen
1. ↑  Externe Identifikatoren von bzw. Datenbank-Links zu 2-Nitropyren:  CAS-Nr.: 789-07-1, PubChem: 13090, ChemSpider: 12544, Wikidata: Q27156013.